# Steenokkerzeel
Steenokkerzeel (Pronunciación holandesa: [ˌsteːnˈɔkərzeːl]) es un municipio localizado en la provincia belga de Bravante flamenco. El municipio comprende las ciudades de Melsbroek, Perk y el propio Steenokkerzeel. En 1 de enero de 2018, Steenokkerzeel tuvo una población total de 12.090. El área total es de 23.46 km ², con una densidad de población de 515 habitantes por km².

## Demografía

### Evolución
Todos los datos históricos relativos al actual municipio, el siguiente gráfico refleja su evolución demográfica, incluyendo municipios después de efectuada la fusión el 1 de enero de 1977.
| Gráfica de evolución demográfica de Steenokkerzeel entre 1846 y 2020 |
|                                                                      |

## Educación
- Sabena Academia de vuelo

## Habitantes notables
- Aguila, artista, diseñador industrial, y fundador de la “realidad de probabilidad” (1937)
- Zita de Bourbon-Parma, la última Emperatriz de Austria, Reina de Hungría, y Reina de Bohemia.